# Dorian Electra
Доріан Фрідкін Гомберг (нар. 1992) — американський співак, автор пісень і виконавець, відомі як Dorian Electra. У 2019 році вийшов їх дебютний студійний альбом Flamboyant, а у 2020 році — другий студійний альбом My Agenda.

## Біографія
Батько Електри — Пол Гомберг, відомий як «Rockstar Realtor» у Х'юстоні. Мати — художниця та дизайнер ювелірних виробів Паула Фрідкін. Електра закінчили School of the Woods, середню школу Монтессорі в Х'юстоні, штат Техас. З 2010 по 2014 рік навчалися в Shimer College, школі Great Books в Чикаго, штат Іллінойс. Електра єврей.

## Кар'єра
Електра вперше привернули увагу у 2010 році з музичним відео «I'm in Love with Friedrich Hayek», яке вихваляло філософію австрійського економіста Фрідріха Гаєка та отримав коментарі від сучасного австрійського професора теорії Стівена Горвіца.
У 2011 році випущено ще два відео «Roll with the Flow» і «We Got it 4 Cheap». Обидва висвітлювали основні політичні ЗМІ. «We Got it 4 Cheap» посів друге місце в конкурсі «Пропозиція та попит відеоконкурсу» Фонду Ллойда В. Хаклі.
У 2012 році Електра стажувалися в продюсерській компанії Emergent Order. Раніше Emergent Order опублікували реп-відео «Fear the Boom and Bust».
Потім Електра випустили нове попвідео, орієнтоване на економіку, «FA$T CA$H» за підтримки Moving Picture Institute.
У вересні 2012 року випущено музичне відео «Party Milk», яке вони описують як спробу поєднати символіку вечірки з тим, що ніколи б не асоціювалося з вечіркою, але що всім знайоме в іншому контексті.
У 2014 році Електра (як Dorian Electra & The Electrodes) випустили музичне відео під назвою «What Mary Didn't Know», засноване на однойменному філософському експерименті Френка Джексона (1986).
У 2015 році вийшов кліп «Forever Young: A Love Song to Ray Kurzweil», присвячений футуристові Реймонду Курцвейлу. У 2016 році випущено «Ode to the Clitoris» на Refinery29, де детально описана історія клітора від Стародавньої Греції до сучасних 3D-моделей. В одному з інтерв'ю Електра заявили, що це має на меті «знизити чутливість людей до слова „клітор“ і допомогти внести його в широку свідомість». У червні 2016 року випущено «Mind Body Problem» на Bullett Media, пісню та відео «про жіночність як виступ».
Електра продовжили серію музичних відео з Refinery29 про інтерсекційний фемінізм та квір-історії з «The History of Vibrators» (2016), «Dark History of High Heels» (2016), «2000 Years of Drag» (2016) та "Control "(2017). Ці відео були зосереджені на історії перехресних феміністських і квір-тем, які співпрацювали з багатьма артистами, включаючи Imp Queen, London Jade, The Vixen, Люсі Стоул, Єву Янг, Зурі Марлі, K Rizz та Chynna. «2000 Years of Drag» був прийнятий та показаний на багатьох ЛГБТ-фестивалях.
У 2017 році Електра випустили сингл Jackpot через цифрову платформу Grindr Into More, пісню, яка «звернеться до гендерної плинності, але тоншим, менш явно освітнім способом». Пізніше того ж року Електра були представлені на треку Charli XCX. «Femmebot» з Мікі Бланко на мікстейпі Pop 2.
У 2018 році Електра випустили три нові треки під назвою «Career Boy», «VIP» і «Man to Man».
У 2019 році Електра випустили дебютний альбом Flamboyant. У серпні 2019 року розпочався тур Flamboyant: Chapter I, який тривав до листопада 2019 року. Другу частину, Flamboyant: Chapter II, розпочато на початку 2020 року. Однак у березні того ж року решта туру відкладено через COVID-19.
У 2020 році Електра випустили сингл «Thirsty (For Love)», спільну роботу з фанатами, нову версію «Flamboyant», сингли «Sorry Bro (I Love You)», «Give Great Thanks», «Gentleman» і «M'Lady». 21 вересня 2020 року Електра оголосили про свій проєкт My Agenda, у якому виступили Ребекка Блек, Sega Bodega, Lil Mariko, Mood Killer, Фаріс Бадван, Pussy Riot, Village People та Ділан Брейді. Проєкт був випущений 16 жовтня 2020 року та описується як дослідження «кризи маскулінності».
У 2021 році ремікс Електри на пісню Replay з'явився на альбомі реміксів Dawn of Chromatica Леді Гаги.

## Особисте життя
Електра характеризує себе як квір та небінарна персона, вживає щодо себе займенники «вони» та «їхній». Електрі було діагностовано синдром дефіциту уваги.

## Дискографія

### Студійні альбоми
- Flamboyant (2019)
- My Agenda (2020)
- Fanfare (2023)

### Інструментальні альбоми
- Flamboyant Deluxe (Instrumentals) (2020)

### Демо-альбоми
- Flamboyant ~ Voice Memos (2020)